# Henning Laux
Henning Laux (* 1979 in Quierschied) ist ein deutscher Soziologe und Hochschullehrer.

## Leben
Henning Laux studierte Politikwissenschaften, Philosophie und Betriebswirtschaftslehre an der Johannes Gutenberg-Universität Mainz sowie Sozialwissenschaften an der University of Glasgow. Ab 2006 wirkte er als wissenschaftlicher Mitarbeiter am Lehrstuhl für Allgemeine und Theoretische Soziologie von Hartmut Rosa an der Friedrich-Schiller-Universität Jena. Dort wurde er 2012 mit der von Rosa und Uwe Schimank betreuten Dissertation Soziologie im Zeitalter der Komposition: Koordination einer relational-dynamischen Netzwerktheorie zum Dr. phil. promoviert.
Laux war von 2012 bis 2017 wissenschaftlicher Mitarbeiter bei Schimank am Arbeitsbereich Soziologische Theorie an der Universität Bremen. In der Bremer Zeit war er zudem Leiter des DFG-Forschungsprojektes Desynchronisierte Gesellschaft? Politische Herausforderungen an den Schnittstellen des Sozialen. Nach Lehrstuhlvertretungen an den Universitäten von Bremen, Hamburg und Chemnitz nahm er zum 1. April 2018 einen Ruf auf die Professur für Allgemeine Soziologie mit dem Schwerpunkt soziologische Theorien an die Technische Universität Chemnitz an, wo er bereits 2017 den Lehrpreis der Fakultät für Human- und Sozialwissenschaften erhalten hatte. Im April 2023 hat er einen Ruf an die Leibniz Universität Hannover angenommen, wo er seitdem als Professor für Soziologische Theorien der Wissensgesellschaft arbeitet.
Laux war von 2017 bis 2019 Sprecher der Sektion „Soziologische Theorie“ der Deutschen Gesellschaft für Soziologie, seit 2020 ist er außerdem gewähltes Mitglied im Konzil der Deutschen Gesellschaft für Soziologie.

## Werke (Auswahl)
- mit Karina Becker, Lars Gertenbach und Tilman Reitz (Hrsg.): Grenzverschiebungen des Kapitalismus. Umkämpfte Räume und Orte des Widerstands, Campus, Frankfurt am Main 2010, ISBN 978-3-593-40849-1.
- mit Tanja Bogusz (Hrsg.): Wozu Pragmatismus? Schwerpunktheft Berliner Journal für Soziologie, 3/4 2013.
- Soziologie im Zeitalter der Komposition: Koordinaten einer integrativen Netzwerktheorie, Velbrück, Weilerwist 2014, ISBN 978-3-942393-57-7.
- mit Jörn Lamla, Hartmut Rosa, David Strecker (Hrsg.): Handbuch der Soziologie, UVK, Konstanz 2014, ISBN 978-3-8252-8601-9.
- mit Sina Farzin (Hrsg.): Gründungsszenen soziologischer Theorie. VS, Wiesbaden 2014, ISBN 978-3-531-19800-2.
- (Hrsg.): Bruno Latours Soziologie der „Existenzweisen“: Einführung und Diskussion, Transcript, Bielefeld 2016, ISBN 978-3-8376-3125-8.
- mit Anna Henkel (Hrsg.): Die Erde, der Mensch und das Soziale: zur Transformation gesellschaftlicher Naturverhältnisse im Anthropozän, Transkript, Bielefeld 2018, ISBN 978-3-8376-4042-7.
- mit Lars Gertenbach: Zur Aktualität von Bruno Latour: Einführung in sein Werk, Springer, Wiesbaden 2019, ISBN 978-3-531-18895-9.
- mit Sina Farzin (Hrsg.): Soziologische Gegenwartsdiagnosen 3, Springer VS, Wiesbaden 2023, ISBN 978-3-658-41327-9.